# Telkibánya, Borsod-Abaúj-Zemplén
Telkibánya este un sat în districtul Gönc, județul Borsod-Abaúj-Zemplén, Ungaria, având o populație de 631 de locuitori (2011). 

## Demografie
Componența etnică a satului Telkibánya
     Maghiari (98,32%)
     Necunoscut (0,84%)
     Romi (0,84%)
     Alții (0,84%)
Componența confesională a satului Telkibánya
     Reformați (44,69%)
     Romano-catolici (15,06%)
     Fără religie (2,22%)
     Greco-catolici (1,74%)
     Necunoscută (36,29%)
     Alte religii (2,06%)
Conform recensământului din 2011, satul Telkibánya avea 631 de locuitori. Din punct de vedere etnic, majoritatea locuitorilor (98,32%) erau maghiari. Apartenența etnică nu este cunoscută în cazul a 0,84% din locuitori. Nu există o religie majoritară, locuitorii fiind reformați (44,69%), romano-catolici (15,06%), persoane fără religie (2,22%) și greco-catolici (1,74%). Pentru 36,29% din locuitori nu este cunoscută apartenența confesională.